# Fritz Pfuhl

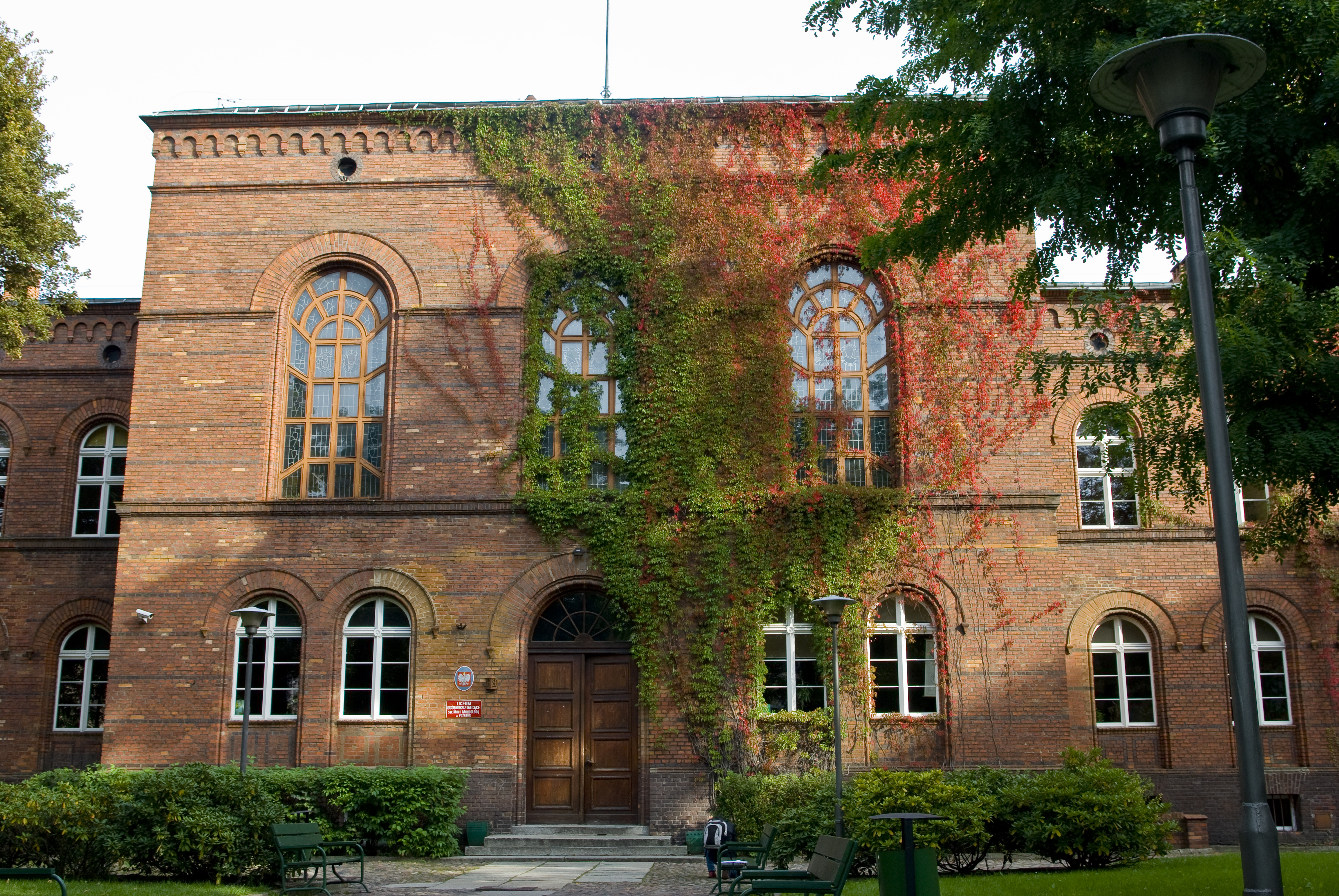
Schulgebäude des Maria-Magdalena-Gymnasiums in Posen

Friedrich Karl Adolph Pfuhl (* 20. Mai 1853 in Pyritz; † 16. Juli 1913 in Misdroy), genannt Fritz Pfuhl, war ein deutscher Lehrer und Botaniker. Sein botanisches Autorenkürzel lautet „Pfuhl“.

## Leben
Fritz Pfuhl besuchte das Königliche Friedrich Wilhelms-Gymnasium in Posen und bestand im Februar 1873 die Reifeprüfung. Anschließend studierte er an der Universität zu Berlin Chemie, Botanik und alte Sprachen und wurde 1878 an der Universität Gießen zum Dr. phil. promoviert.
Im Mai 1878 wurde Fritz Pfuhl am Mariengymnasium in Posen fest als Lehrer angestellt.

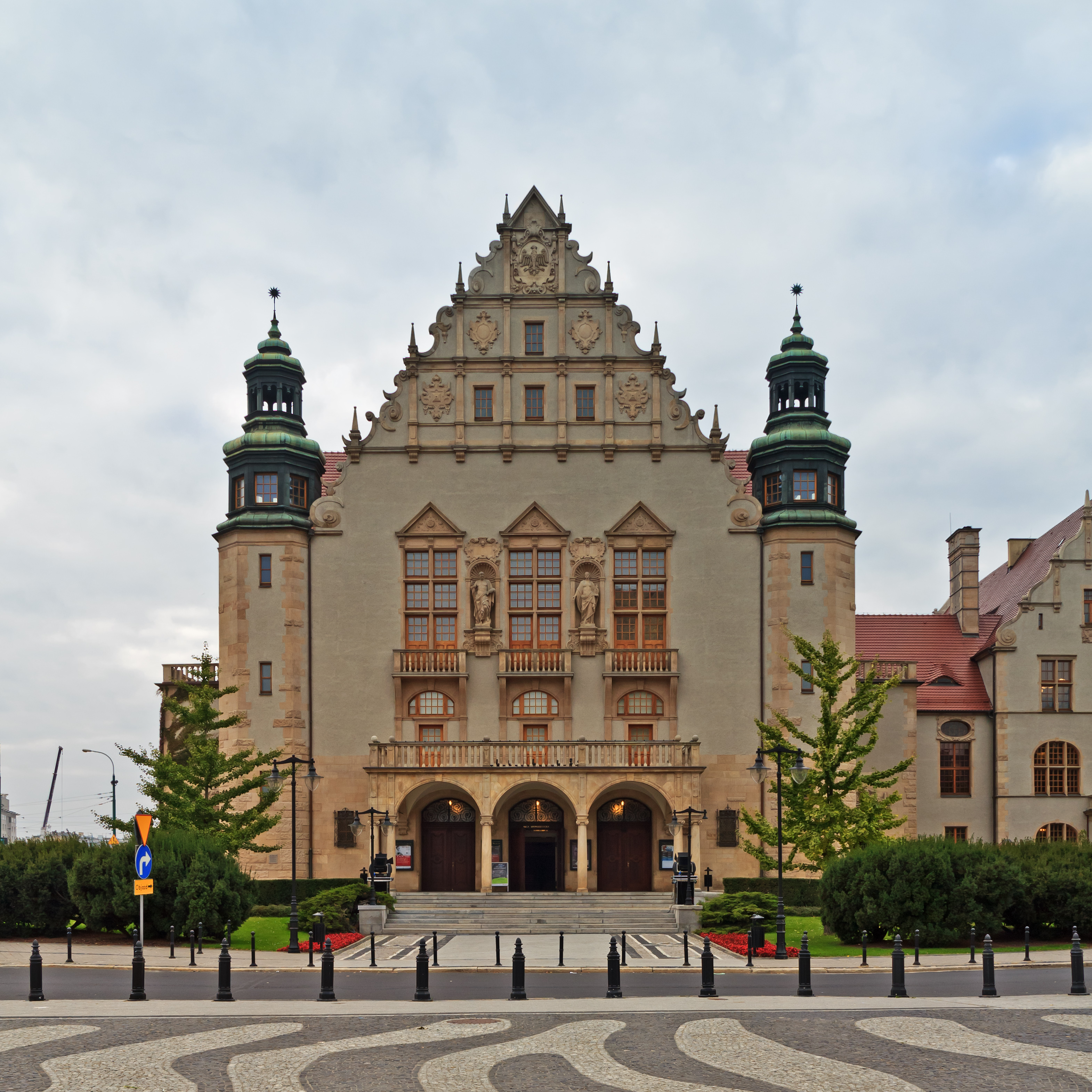
Die Königliche Akademie zu Posen

Ab Herbst 1903 wirkte er zusätzlich zu seiner Lehrtätigkeit am Gymnasium als Professor an der Königlichen Akademie zu Posen.
Fritz Pfuhl begründete die Zeitschrift des naturwissenschaftlichen Vereins der Provinz Posen sowie darüber hinaus auch die naturwissenschaftliche Sammlung des Kaiser Friedrich-Museums in Posen. Das Herbarium umfasste im Jahr 1913 dabei bereits über 30000 Belege. Am Mariengymnasium legte er einen viel beachteten auf der Grundlage seiner biologischen Methode aufgebauten Pflanzengarten an.
Am 6. Januar 1904 wurde Friedrich (Fritz) Karl Adolph Pfuhl in der Sektion Botanik mit der Matrikel-Nr. 3173 zum Mitglied der Leopoldina gewählt.

## Schriften
- Ueber die Anatomie der Gattungen Brassica, Sinapis, Raphanus und Raphanistrum. Inaugural-Dissertation Universität Giessen, Merzbach, Posen 1878 (Digitalisat)
- Der naturbeschreibende Unterricht am Gymnasium. Posen 1889 (Digitalisat)
- Welche Aufgaben hat das Lehrbuch beim naturkundlichen Unterricht zu lösen? Posen 1893 (Digitalisat)
- Der Pflanzengarten am Marien-Gymnasium in seinem jetzigen Bestande. Posen 1893 (Digitalisat)
- Der Unterricht in der Pflanzenkunde durch die Lebensweise der Pflanze bestimmt. Teubner, Leipzig 1902 (Digitalisat)
- Wie der Boden unserer Provinz entstand, und was er uns erzählt von ihrer Vorgeschichte. Eine geologische Skizze. Posen 1912 (Digitalisat)
- Didaktik und Methodik der Naturkunde. Beck, München 1913